# 김해진 (1960년)
김해진(金海鎭, 1960년 2월 19일 ~ , 경남 밀양)은 대한민국의 공무원이다.

## 학력
- 1978년 : 브니엘고등학교 졸업
- 1985년 : 부산대학교 독문학 학사

## 경력
- 1986년 1월 : 경향신문 입사
- 1989년 : 경향신문 편집국 정치부, 사회부 기자
- 1998년 : 경향신문 편집국 정치부 국회 반장, 차장대우
- 2001년 9월 : 경향신문 사회부 법조 행정팀 팀장
- 2003년 3월 : 경향신문 경제부 정책금융팀 팀장
- 2004년 10월 : 경향신문 전국사회부 부장
- 2005년 8월 : 경향신문 정치부 부장
- 2006년 5월 : 경향신문 정치부 부장, 부국장 대우
- 2007년 2월 ~ 2007년 5월 : 세종로 포럼 간사
- 2007년 6월 : 이명박경선 언론특보
- 2007년 10월 ~ 2007년 12월 : 한나라당 중앙선거대책위원회 언론특보, 상황분석실 팀장
- 제17대 대통령직인수위원회 기획조정분과 전문위원
- 2008년 7월 : 한국철도공사 감사
- 2009년 : 민주평화통일자문회의 상임위원
- 2009년 8월 : 한국소년스포츠연맹 회장
- 2010년 8월 : 특임장관실 특임차관
- 2011년 9월 19일 ~ 2012년 1월 9일 : 특임장관실 특임장관 직무대리
- 2017년 1월 11일 ~ 2018년 2월 13일 : 늘푸른한국당
- 2017년 1월 20일 ~ 2018년 2월 13일 : 늘푸른한국당 사무총장
- 2018년 2월 13일 ~ 2018년 12월 23일 : 자유한국당

| 전임 정하경 | 제2대 특임차관 2010년 8월 14일 ~ 2012년 1월 9일 | 후임 최유성 (직무대행 |

| 전임 이재오 | 특임장관 직무대행 2011년 9월 19일 ~ 2012년 2월 24일 | 후임 김기룡 (직무대행) |